# Osigo
Osigo è una frazione del comune di Fregona, in provincia di Treviso.

## Geografia fisica

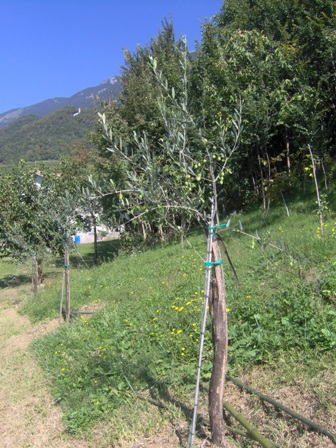
Piantagioni di ulivo a Osigo. Sullo sfondo il Colle di San Daniele

Situato in collina a circa 400 m s.l.m., il paese si estende in una sorta di conca naturale, abbracciato dalle Prealpi Bellunesi e proiettato sulle sottostanti pianure, di cui si ha un'ampia panoramica.
Tale posizione ha favorito la coltivazione dell'olivo e dell'uva, da cui si ricava il vino Torchiato.
Osigo confina a nord con il comune di Farra d'Alpago (provincia di Belluno), a est con Montaner, a sud con il comune di Sarmede e a ovest col capoluogo Fregona.

## Toponimo
Il toponimo Osigo deriva dal nome di persona latino Ausĭus con suffisso di origine gallica -ĪCUS (P. F. Uliana, "I nomi di luogo di Fregona", De Bastiani Editore, Vittorio V.to 2019), che indica appartenenza, venetizzato in -ìgo; meno probabile Osīdĭus, a. 1509, U s i g o. È anche attestato U s i u s, e può supporsi *O s i u s su -i d i u s (D. Olivieri, "Toponomastica veneta", Istituto per la Collaborazione culturale, Venezia 1961). In rogito a. 1231, V i l l a - d i - L u c c a - d i - O s i o g o; a. 1345 «regolatu a u x i c i».

## Luoghi d'interesse

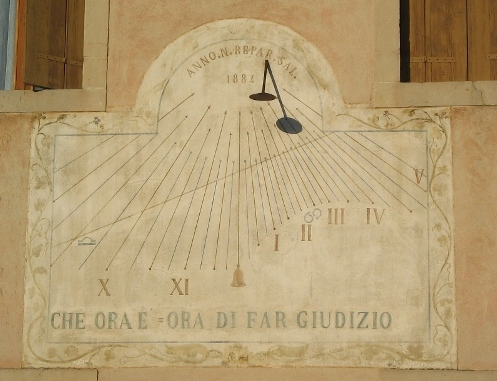
Meridiana sulla facciata della canonica di Osigo

### Chiesa parrocchiale
La chiesa di Osigo, dedicata a San Giorgio martire, si trova in posizione centrale e panoramica; la sua facciata a capanna è in stile neoclassico, con un timpano sostenuto da quattro semicolonne di ordine ionico.
A lato della chiesa, edifici autonomi sono il vecchio campanile in pietra e la canonica, sul cui prospetto principale risalta una grande meridiana dipinta.

### Borgate
Osigo è formato da numerose antiche borgate di carattere rurale, di cui di seguito si fornisce un elenco:
- Borgo Da Re
- Borgo Piazza
- Borgo Luca
- Borgo Col
- Borgo Danese
- Borgo Coilsola

### Colle di San Daniele
Sul Colle di San Daniele si erge la chiesetta dedicata all'omonimo Santo, da cui si domina la pianura veneta; nel periodo natalizio è tradizione che qui venga posta una stella luminosa, visibile da tutta l'area sottostante.